# USS LST-525
O USS LST-525 foi um navio de guerra norte-americano da classe LST que operou durante a Segunda Guerra Mundial.